# Prevent
Prevent är en ideell förening grundad 1942, som verkar inom arbetsmiljöområdet. Föreningen hette tidigare Arbetarskyddsnämnden men bytte år 2000 namn till Prevent . 
Syftet för föreningen är att i samarbete med huvudmännen Svenskt Näringsliv, LO och PTK "förmedla kunskap kring arbetsmiljöfrågor och utveckla metoder som ska fungera som ett stöd för varje arbetsplats i det löpande arbetsmiljöarbetet". Prevent ger ut arbets- och utbildningsmaterial, faktaböcker, tidningen Arbetsliv samt informerar och utbildar inom arbetsmiljöområdet.
Verkställande direktör för Prevent är Maria Schönefeld.